# Marquesado de Oquendo
El marquesado de Oquendo es un título nobiliario español creado por la reina regente María Cristina de Habsburgo-Lorena y concedido, en nombre de Alfonso XIII, a José María de Narváez y Porcel, II duque de Valencia, el 4 de febrero de 1889 por real decreto y el 3 de abril del mismo año por real despacho, en memoria de su antepasado, el almirante Antonio de Oquendo.

## Marqueses de Oquendo
|                           | Titular                                  | Periodo                   |
| Creación por Alfonso XIII | Creación por Alfonso XIII                | Creación por Alfonso XIII |
| ------------------------- | ---------------------------------------- | ------------------------- |
| I                         | José María de Narváez y Porcel           | 1889-1890                 |
| II                        | Ramón María Narváez y del Águila         | 1891-1929                 |
| III                       | Luis María Narváez y Ulloa               | 1929-1947                 |
| IV                        | Ramón María Narváez y Coello de Portugal | 1951-¿?                   |
| V                         | Luis Narváez y Rojas                     | 1979-hoy                  |

## Historia de los marqueses de Oquendo

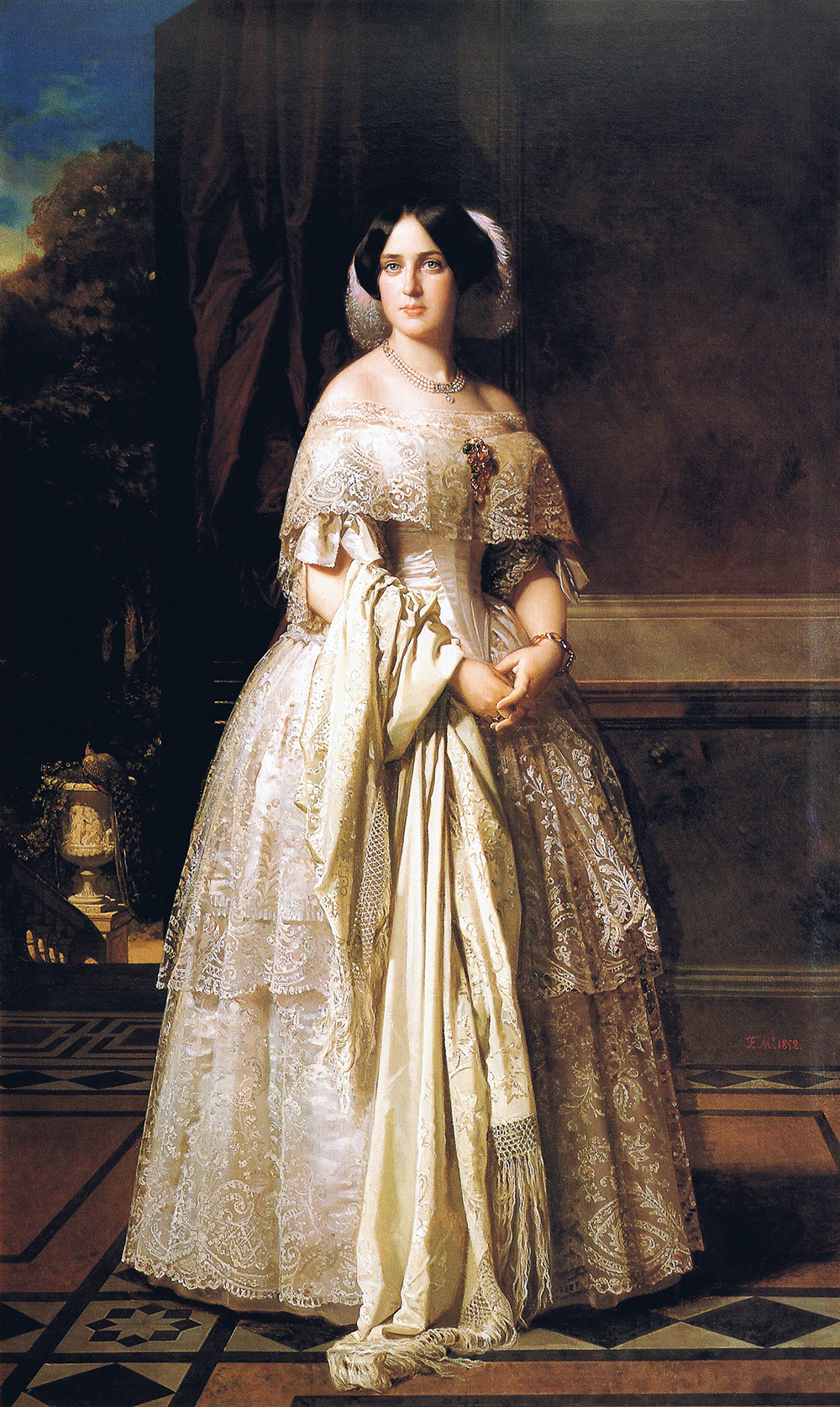
María Josefa del Águila Ceballos, XIII marquesa de Espeja, retrato de Federico Madrazo

La lista de los marqueses de Oquendo, junto con las fechas en las que sucedieron sus titulares, es la que sigue:
- José María de Narváez y Porcel, I marqués de Oquendo, II duque de Valencia, II vizconde de Aliatar, caballero de la Real Maestranza de Valencia, gentilhombre de cámara del rey con ejercicio y servidumbre.

Se casó con María Josefa del Águila y Ceballos, XIII marquesa de Espeja. El 15 de julio de 1891 le sucedió su hijo segundo:
- Ramón María Narváez y del Águila, II marqués de Oquendo, caballero de la Real Maestranza de Granada.

Se casó con Ramona de Ulloa y Calderón. El 26 de julio de 1929 le sucedió su hijo:
- Luis María Narváez y Ulloa (1896-1947), III marqués de Oquendo, caballero de la Real Maestranza de Granada.

Se casó con Margarita Coello de Portugal y Bermúdez de Castro. El 13 de julio de 1951 le sucedió su hijo:
- Ramón María de Narváez y Coello de Portugal (n. 1922), IV marqués de Oquendo, caballero de la Real Maestranza de Granada.

El 21 de junio de 1979, tras solicitud cursada el 13 de octubre de 1978 (BOE del 6 de noviembre) y orden del 18 de enero de 1979 (BOE del 21 de febrero), le sucedió su hijo:
- Luis Narváez y Rojas, V marqués de Oquendo.

Casado con María Victoria Kirkpatrick Mendaro, hija menor de Luis Kirkpatrick O'Donnell, barón de Closeburn y de su esposa Blanca Mendaro Romero.